# Страсть в пыли (фильм, 1960)
«Страсть в пыли» (англ. Desire in the Dust) — американская криминальная мелодрама режиссёра Уильяма Ф. Клэкстона, которая вышла на экраны в 1960 году.
Фильм рассказывает о сыне издольщика Лонни Уилсоне (Кен Скотт), который возвращается в родной городок Клинтон, Луизиана после 6-летнего тюремного заключения за то, что якобы сбил насмерть маленького Дейва Маркванда. Отцом Дейва является богатейший горожанин и неформальный хозяин города Бен Маркванд (Рэймонд Бёрр), у дочери которого Мелинды (Марта Хайер) во время смертельного наезда был с Лонни роман. Когда Лонни узнаёт, что Мелинда в его отсутствие вышла замуж, он решает порвать с ней, что приводит к цепи событий, в ходе которых выясняется, что именно она сбила младшего брата, а Бен в итоге откупается от Лонни, передавая в собственность его отцу землю, на которой тот проработал всю свою жизнь.
Критики обратили внимание на сходство этого фильма в плане места действия, персонажей и сюжетного развития с более известной и более сильной картиной «Долгое жаркое лето» (1958). Оценив высокое качество актёрской игры и хорошую передачу атмосферы южного города в первой части фильма, критики указали на излишнюю суматошность в развитии событий в дальнейшем.

## Сюжет
Однажды в небольшой городок Клинтон в штате Луизиана возвращается после отбытия 6-летнего тюремного заключения сын местного издольщика Лонни Уилсон (Кен Скотт). На вокзале его встречает редактор местной газеты Люк Коннетт (Эдвард Биннс), который не верит в справедливость наказания Лонни, обвинённого в том, что он насмерть сбил на машине маленького Дейви, сына неформального хозяина города, полковника Бена Маркванда (Рэймонд Бёрр). Лонни отказывается обсуждать с редактором эту тему, однако в местном баре сталкивается с настороженным отношением к себе со стороны местных парней. Тем временем миссис Маркванд (Джоан Беннетт), которая потеряла рассудок после гибели сына, устраивает пикник в честь дня его рождения около его могилы. На родной ферме Лонни сердечно встречают его отец Зуба Уилсон (Дуглас Фоули) и старшая сестра Мод (Маргарет Филд), однако младшая сестра Кэсс (Энн Хелм) не рада его видеть, так как у неё роман с Питером Марквандом (Джек Генг). Тем временем в свой богатой усадьбе полковник Маркванд отчитывает слабовольного Питера за его связь с Кэсс, «сестрой человека, который убил его младшего брата», требуя, чтобы он перестал с ней встречаться. Ничего не ответив, Питер уходит на встречу с Кэсс. Когда он жалуется Кэсс, что не знает, как ему быть, она предлагает ему жениться, однако Питер и здесь уходит от ответа. Тем временем полковник беседует со своей дочерью, сладострастной красавицей Мелиндой (Марта Хайер). В этот момент по лестнице со второго этажа спускается доктор Нед Томас (Бретт Хэлси), лечащий врач миссис Маркванд, который настоятельно рекомендует поместить её в клинику, однако полковник отказывается. Тем же вечером, отметив с родственниками своё возвращение, Лонни отправляется в охотничий домик Марквандов, где его ожидает Мелинда. Они страстно целуются и проводят ночь вместе.
На следующий день Бен Маркванд приходит в редакцию к Люку Коннетту, сообщая, что собирается баллотироваться на пост губернатора штата, и в этой связи просит, чтобы газета Люка поддержала его. Однако Люк, который негативно относится к Бену, вероятно, подозревая его в каких-то тёмных делах, отказывает ему в своей поддержке. Бенни приезжает в город, где около редакции встречает Бена, который не хочет с ним говорить, а затем звонит домой, требуя не допустить, чтобы Лонни встретился с Мелиндой. Лонни с Люком направляются в бар, где редактор просит рассказать правду об обстоятельствах гибели Дейви, так как не верит в официальную версию. Однако Лонни отказывается обсуждать эту тему, после чего Люк сообщает, что Мелинда в его отсутствие вышла замуж за доктора Томаса. Разъярённый Лонни мчится в дом Марквандов, где пытается прорываться к Мелинде, несмотря на противодействие дворецкого (Рекс Ингрэм), который угрожает ему оружием. Наконец, появляется Мелинда, которая приглашает Лонни к себе в комнату, где спокойно предлагает ему продолжать встречаться, не обращая внимание на то, что она теперь замужем. Однако Лонни заявляет, что 6 лет продержался в тюрьме лишь потому, что мечтал о том, как они будут вместе, и потому не хочет её ни с кем делить. Когда Лонни выходит из дома, его встречает Бен, предлагая передать его семье в собственность участок земли, на котором они работают, если Лонни будет молчать и оставит Мелинду в покое. Приехав на ферму отца, Лонни с горя напивается в сарае, однако, протрезвев на следующее утро, решает принять предложение полковника, так как владение собственной землёй было давней и несбыточной мечтой Уилсонов. Он звонит Бену, давая ему своё согласие, а затем просит передать трубку Мелинде, которой назначает встречу в охотничьем домике через час. Люк приглашает Лонни выпить, где прямо спрашивает его, сколько Бен заплатил ему за молчание о том, что это Мелинда сбила Дейви. Лонни просит редактора забыть об этой истории, после чего, выяснив, где можно найти доктора, отправляется к Бену, который передаёт ему бумаги на землю, а затем, оставшись наедине с Мелиндой, договаривается с ней о вечерней встрече в охотничьем домике. После этого Лонни едет на вокзал, где встречает приехавшего доктора Томаса, сообщая ему о своём романе с Мелиндой, в подтверждение своих слов сообщая место и время их вечерней встречи.
Вечером в охотничьем домике Мелинда страстно целует Лонни, после чего он сообщает ей, что рассказал об их свидании мужу, добавив, что на его месте он бы за такое свидание убил. Понаблюдав в окно за объятиями и поцелуями влюблённой пары, доктор уходит к машине. Услышав шум на улице, Мелинда выбегает на крыльцо, видя удаляющегося в темноту мужа. Решив развернуть ситуацию в свою пользу, Мелинда достаёт ружьё и стреляет Лонни в плечо. После этого она рвёт на себе платье и звонит отцу, сообщая, что Лонни пытался её изнасиловать. Раненый Лонни, понимая, что виновным сделают его, вынужден бежать. Когда в домик приезжают полковник, Нед и местный шериф Отис Уитон (Келли Тордсен), который полностью подчиняется Маркванду, Мелинда повторяет им свою историю. После того, как Бен и Отис отправляются на поиски Лонни, Мелинде удаётся убедить Неда в том, что Лонни действительно на неё напал, в доказательство своих слов демонстрируя царапины на спине. Неду этого достаточно, чтобы ей поверить. Он обнимает и целует жену. Отис приезжает к Уилсонам, сообщая, что разыскивает Лонни по подозрению в попытке изнасилования, однако Зуба и Мод в это не верят. Вскоре после того, как шериф уезжает, в дом незаметно пробирается раненый Лонни. Мод и Кэсс промывают и перевязывают ему рану, однако он категорически отказывается от обращения к врачу. Утром, едва поднявшись на ноги, Лонни находит оружие и хочет уйти, однако Зуба догоняет его и одним ударом сбивает сына с ног, после чего посылает Мод к Люку за помощью. Не найдя нигде Лонни, шериф докладывает Бену, что тот мог бежать за пределы штата. У миссис Маркванд начинается очередной приступ, и доктор вынужден заниматься с ней. Тем временем Люк приезжает к Лонни, требуя рассказать, что на самом деле произошло 6 лет назад, и тот сознаётся, что именно Мелинда в пьяном состоянии задавила своего младшего брата. Полковник уговорил Лонни взять вину на себя, который был готов пожертвовать собой из любви к Мелинде.
Тем временем в своей усадьбе Бен понимает, что Мелинда обвела всех вокруг пальца и хвалит дочь за ум и сообразительность. Оставив Лонни на ферме, Люк приезжает в дом Марквандов, где убеждает Неда в том, что Мелинда обманула его по поводу изнасилования. Затем он просит доктора поехать вместе с ним на ферму Уилсонов, чтобы помочь раненому Лонни. Во время лечения Лонни доктору рассказывают о том, как произошла авария, в которой погиб Дейви. Тем временем Питер появляется на ферме Уилсонов, чтобы пригласить Кэсс на прогулку на лошадях. Однако, увидев там Лонни и Неда, он немедленно скачет домой, вслед за ним доктор также возвращается к Марквандам. После рассказа Питера вооружённый шериф со своими людьми немедленно направляется на ферму Уилсонов. Заметив их приближение, Лонни пускается в бега, начинается его преследование с собаками по лесу и руслу реки.
Тем временем Нед поднимается к миссис Маркванд, пытаясь заставить её вспомнить, что она видела в день гибели Дейви. Услышав от Неда, что это Мелинда сбила брата, Питер восклицает, что «семья совсем прогнила». Лонни добирается до охотничьего домика, где запирается и достаёт ружье. Шериф и его команда окружают дом, требуя, чтобы Лонни сдался, однако тот отказывается, давая предупредительный выстрел в воздух. В ответ полицейские начинают стрелять по окнам. Появившийся Люк, чтобы предотвратить убийство, просит шерифа разрешить ему пройти в дом, чтобы поговорить с Лонни. Зайдя в дом, Люк берёт ружье и становится на сторону Лонни, что существенно осложняет задачу людям шерифа. Затем Люк звонит Бену и Мелинде, которые вскоре прибывают к охотничьему домику. В это время Нед подговаривает Питера помочь ему имитировать автокатастрофу, в которой погиб Дейви, после чего звонит Бену и Мелинде, сообщая, что миссис Маркванд только что пыталась покончить жизнь самоубийством. Когда машина с Мелиндой и Беном на полном ходу влетает во двор, Питер бросается под колёса и Мелинда сбивает его с ног. Увидев в окно эту сцену, миссис Маркванд вспоминает, что за рулём машины, сбившей Дейви, видела Мелинду. Когда мать обвиняет Мелинду в убийстве Дейви, та просит мужа встать на её сторону, однако Нед отказывается её защищать. Он говорит, что теперь миссис Маркванд не надо отправлять на лечение в клинику, однако Бен решает как раз наоборот. Питер, который был свидетелем этой сцены, говорит, что не знает, кого ненавидит теперь больше — отца или сестру. Он плюёт в сторону отца, после чего вместе с Недом уезжает из усадьбы. Бен кричит, что всё равно это не помешает ему баллотироваться в губернаторы, после чего, обнявшись с Мелиндой, уходит в дом. Питер и Нед рассказывают шерифу о случившемся, после чего тот снимает осаду с охотничьего домика и просит у Лонни прощения. Затем они направляются на ферму Уилсонов, передавая Зубе свидетельство собственности на ферму, что вся семья воспринимает с огромной радостью.

## В ролях
- Рэймонд Бёрр — полковник Бен Маркванд
- Марта Хайер — Мелинда Маркванд
- Джоан Беннетт — миссис Маркванд
- Кен Скотт — Лонни Уилсон
- Бретт Хэлси — доктор Нед Томас
- Эдвард Биннс — Люк Коннетт
- Маргарет Филд — Мод Уилсон
- Дуглас Фоули — Зуба Уилсон
- Келли Торсден — шериф Уитон
- Рекс Ингрэм — Берт Крейн
- Джек Гинг — Питер Маркванд
- Энн Хелм — Кэсс Уилсон

## История создания фильма
В основу сценария фильма, написанного Чарльзом Лэнгом, положен роман плодовитого автора бульварной литературы Гарри Уиттингтона «Страсть в пыли», который был впервые опубликован в 1956 году.
Режиссёр Уильям Ф. Клэксон за свою карьеру, охватившую период с 1948 по 1972 год, поставил 16 фильмов, наиболее заметными среди которых были криминальный экшн «Полчаса после полуночи» (1948), молодёжная драма «Молодой и опасный» (1957) и фантастический хоррор-триллер «Ночь зайца» (1972), а также несколько вестернов, среди которых «Тихое оружие» (1957) и «Закон беззакония» (1964). После ухода из кино и вплоть до 1988 года Клэксон работал режиссёром на телевидении.
Как отметил историк кино Хэл Эриксон, на момент съёмок этого фильма Рэймонд Бёрр уже в течение трёх лет играл в телесериале «Перри Мейсон», однако когда возникла пауза в съёмках сериала, «решил вернуться к своим корням кинозлодея на большом экране». Среди криминальных фильмов, в которых Бёрр создал выразительные образцы отрицательных персонажей — «Отчаянный» (1947), «Грязная сделка» (1948), «Западня» (1948), «Идти преступным путём» (1948), «Брошенная» (1949), «Красный свет» (1949), «Женщина его мечты» (1951), «Окно во двор» (1954), «Крик в ночи» (1956) и «Роман в Гаване» (1957).
В 1959 году Марта Хайер была номинирована на «Оскар» за лучшую роль второго плана в мелодраме «И подбежали они» (1958). Кроме того, она сыграла в таких фильмах, как вестерн «Такой большой» (1953), романтическая мелодрама «Сабрина» (1954), фильмы нуар «По трём тёмным улицам» (1954) и «Мистер Кори» (1957), фантастический фильм «Первые люди на Луне» (1964) и вестерн «Сыновья Кэти Элдер» (1965).
Хотя в экранных титрах указано, что фильм впервые «представляет Энн Хелм и Джека Гинга», на самом деле в этой картине дебютировала только Хелм, а Гинг к этому моменту уже снялся в фильме «Собирайтесь вокруг флага, ребята!» (1959).
Съёмки фильма проводились в Батон-Руж, а также в Клинтоне и Закари, штат Луизиана.
Фильм заканчивается следующей письменной благодарностью: «Эта картина была полностью снята в Южной Луизиане при содействии Элмора Моргана, судьи Вудроу Овертона, Джозефа Сидни Фелпса и хороших людей городов Клинтон и Закари. Продюсер выражает благодарность за помощь Уильяму Уэллсу и Комитету штата Луизина по паркам и отдыху».

## Оценка фильма критикой

### Общая оценка фильма
После выхода фильма на экраны кинокритик Говард Томпсон в «Нью-Йорк Таймс» дал ему в целом положительную оценку, назвав «интересной маленькой картиной», которая особенно хороша «в первой половине, когда знойная, праздная атмосфера крошечного южного сообщества разве что не сочится с экрана». Как далее пишет критик, хотя этот фильм «даже отдалённо не столь же классный, как „Долгое жаркое лето“ (1958), он поразительно напоминает своего изжаренного Югом предшественника». Томпсон отмечает, что оба фильма «потрясающе представляют практически одно и то же аутентичное место действия», а также имеют сходный сюжет, хотя финал «Страсти в пыли» страдает от переизбытка «суматохи, пиротехники и путаницы, достаточной для пикника по случаю Дня независимости». В результате, по мнению Томпсона, «эта любопытная картина переходит от привлекательности к нелепости».
Современный критик Леонард Молтин отмечает, что «эта напыщенная мыльная опера с хорошим актёрским составом рассказывает о южном аристократе со страстью к политике, который пытается скрыть тёмное прошлое некоторых членов своей семьи», а Деннис Шварц назвал фильм «ходульной мыльной оперой с тяжёлым дыханием», которая «мучительно подражает Теннеси Уильямсу в передаче страхов, страстей и нравов американского юга».

### Оценка работы режиссёра и творческой группы
Томпсон особенно отмечает силу «регионального фокуса картины», который достигается «отличной операторской работой Люсьена Балларда и ощущению сонного зла, которое искусно передано режиссёром Уильямом Клэксоном». По словам критика, «напряжённость ещё более нагнетается благодаря сильным репликам, которые исходят от большинства актёров».

### Оценка актёрской игры
Томпсон отмечает, что роль Кена Скотта является отзвуком роли «Пола Ньюмана, неотёсанного изгоя, который преследовал первую семью города» в «Долгом жарком лете». На этот раз Скотт «устраивает шум» в аналогичном домохозяйстве, включающем «дородного хозяина города (Бёрр), его чувственно озабоченную дочь (Хайер) и слабого сына (Джек Гинг)», и в дополнение к этому, психически больную мать (Беннетт). По мнению критика, «есть что-то очень правильное в лаконичном цинизме молодого Скотта, играющего деревенского героя. Нам вполне понятно, почему Скотт мог с готовностью согласиться на шесть лет тюрьмы», так как наградой за эти годы он «ожидает заполучить такую красавицу, как мисс Хайер». Однако она считает по-другому, и «более того, легко подставляет бедного возвращенца в изнасиловании, напуская на него папу, шерифа и собак». Однако, как полагает Томпсон, всё-таки «трудно симпатизировать мстительному герою в исполнении Скотта, который упорно ищет проблем». Кто-то назвал его «проклятым мулом», который, по словам Томпсона, «ещё и наивный». Что касается Бёрра, то он «является бледным, бормочущим аналогом Орсона Уэллса из „Лета“, а мисс Хайер играет холодную как лёд стерву. В ролях второго плана хороши Бретт Хэлси, Эдвард Биннс, Энн Хелм, Гинг, Мэгги Филд и Дуглас Фоули». С другой стороны, Беннетт лишь «дефилирует туда и обратно в своей неблагодарной и краткой роли».